# El Ahuejote, General Heliodoro Castillo
El Ahuejote är en ort i Mexiko.   Den ligger i kommunen General Heliodoro Castillo och delstaten Guerrero, i den södra delen av landet, 210 km söder om huvudstaden Mexico City. El Ahuejote ligger 2 000 meter över havet och antalet invånare är 209.
Terrängen runt El Ahuejote är bergig söderut, men norrut är den kuperad. Runt El Ahuejote är det ganska glesbefolkat, med 21 invånare per kvadratkilometer. Närmaste större samhälle är Tlacotepec, 9,7 km norr om El Ahuejote. I omgivningarna runt El Ahuejote växer huvudsakligen savannskog.